# Margites lineatus
Margites lineatus là một loài bọ cánh cứng trong họ Cerambycidae.